# Ernest le vampire
Ernest Le Vampire est une série télévisée d'animation française en 117 épisodes de 2 minutes et 30 secondes dont l'auteur et scénariste est François Bruel dans les Studios SEK[réf. nécessaire], réalisé par José Xavier et la musique est composée par Gabriel Yared, et diffusé entre 1989 et 1991 sur FR3.
Au Québec, la série servait d'intermèdes entre deux émissions sur Canal Famille.

## Synopsis
Ernest est un vampire maladroit, mais créatif. Il lui arrive toutes sortes de mésaventures dans son château. Il vit en compagnie d'une dragonne, d'une chauve-souris, de souris et d'autres visiteurs…

## Fiche technique
- Maison de production : Quartier Latin - Michel Nohl
- Producteur: Quartier Latin - Michel Nohl
- Année de production : 1988-1991
- Direction Artistique: René Laloux
- Réalisation : Bruno Desraisses, Jean César Suchorski, Jean-Jacques Lonni, José Xavier
- Musiques : Gabriel Yared
- Sound Design : Bell X-1, Gilbert Courtois
- Bruiteur : Pascal Woyciechowski
- Mixage : Studio Ramses

## Épisodes
1. Le premier rendez-vous d'Ernest
2. Ernest déjeune
3. Ernest va aux cabinets
4. Les dents d'Ernest
5. Portraits de famille
6. Ernest et le fantôme
7. Ernest musicien
8. Ernest fait le ménage
9. Ernest jardinier
10. Ernest prend son bain
11. Le réveillon d'Ernest
12. Ernest peintre
13. Ernest patineur
14. Les nouvelles canines d'Ernest
15. Ernest et l'œuf
16. Ernest en ballon
17. Ernest couvreur
18. Ernest et la taupe
19. Ernest prestidigitateur
20. Ernest et le château de cartes
21. Ernest nettoie les oubliettes
22. Ernest et l'aspirateur
23. Ernest décroche la lune
24. Ernest et son reflet
25. Ernest et l'escalier
26. Ernest marionnettiste
27. Ernest joue à cache-cache
28. Ernest et le photographe
29. Ernest fait la lessive
30. Ernest et le papier peint
31. Ernest veut mincir
32. Ernest et la bibliothèque
33. Ernest fait des crêpes
34. Ernest et la pipe du grand-père
35. Ernest pêche à la ligne
36. Ernest sculpteur
37. Ernest paléontologue
38. Ernest soigne sa calvitie
39. Ernest et la machine à coudre
40. Ernest enrhumé
41. Ernest et les gargouilles
42. Ernest et le couvercle du cercueil
43. Ernest et le coffre à jouets
44. Ernest horloger
45. Ernest fait du body-building
46. Ernest et les fausses dents
47. Ernest fait du camping
48. Ernest et le costume neuf
49. Ernest et l'automate
50. Ernest et le pivert
51. Ernest et le chauffage central
52. Ernest et les citrouilles
53. Ernest et la momie
54. Ernest et le vase
55. Ernest et les plantes vertes
56. Ernest et la belle inconnue
57. Ernest et le petit train
58. Ernest et le labyrinthe
59. Ernest et les grenouilles
60. Ernest et la sorcière
61. Ernest et la plante carnivore
62. Ernest et l'ail
63. Ernest remplace son cercueil
64. Ernest et le croque-vampire
65. Ernest et l'extra-terrestre
66. Ernest et le tricot
67. Ernest et les touristes
68. Ernest et le déluge
69. Ernest et son rival
70. Ernest se dispute
71. Ernest Holmes
72. Ernest fait du char à voile
73. Ernest a le hoquet
74. Ernest photographe
75. Ernest et le château de sable
76. Ernest et les ombres chinoises
77. Ernest a une sciatique
78. Ernest bûcheron
79. Ernest et le tome deux
80. Ernest et la tempête de neige
81. Ernest ramoneur
82. Ernest plombier
83. Ernest et le loup-garou
84. Ernest et les dentiers
85. Docteur Ernest & Mister Hideux
86. Ernest et le chaton
87. Ernest et la porte des enfers
88. Ernest danseur de claquettes
89. Les oreilles d'Ernest
90. Ernest et le coq
91. Ernest a mal aux dents
92. Ernest et son ombre
93. Ernest fait la sieste
94. Les mille et une nuits d'Ernest
95. Ernest et le trésor
96. Ernest et l'élixir de jouvence
97. Ernest et les corbeaux
98. Ernest voyage dans le temps
99. Ernest et les interrupteurs
100. Ernest et le pont-levis
101. Ernest et les voisins
102. Ernest et le vaisseau fantôme
103. Ernest émigre
104. Ernest vampire d'acier
105. Ernest et le parquet ciré
106. Ernest spéléologue
107. Ernest et le concurrent sidéral
108. Le Noël d'Ernest
109. Ernest et l'ascenseur
110. Ernest va à la ville
111. Ernest et le corbillard
112. Ernest et le chewing-gum
113. Ernest et la bande dessinée
114. Ernest et l'imposteur
115. Ernest et le moulin
116. Ernest et le téléphone
117. Ernest et le moustique

## Commentaires
Dans la série de 3 coffrets DVD sortie en France, deux épisodes sont manquants : Ernest et le coffre à jouets (numéro 43) et Ernest bûcheron (numéro 78).
Dans Ernest fait le ménage (numéro 8), Ernest se déguise en Mickey avec l'habit du film Fantasia (segment L'Apprenti Sorcier) en espérant ainsi faire bouger son balai pour qu'il fasse le ménage à sa place !
Chaque épisode d'environ deux minutes est en fait un rêve vécu par Ernest. Lorsque le rêve se termine, Ernest se réveille toujours dans son cercueil, qui lui sert de lit.